# Grad Blagaj
Grad Blagaj je srednjeveški porušeni grad na desnem bregu reke Korane v današnji Karlovški županiji na Hrvaškem. Pri gradu je nastala istoimenska vas Blagaj. Grad ima pravokoten tloris in je bil nekoč eden večjih gradov v regiji, z osrednjim stolpom, podoben Belaju v Karlovški županiji. Stara župnijska cerkev sv. Duha naj bi bila nedaleč od ruševin, kjer danes stojita ena poleg druge dve cerkvi.

## Geografija
Grad si deli svoje ime s številnimi drugimi na območju Dinarskega gorovja. Eden je Blagaj ob Sani v sodobni Bosni. Druga je utrdba Blagaj na Buni, prav tako v Bosni Blagaj je tudi grad na Kordunu, na nizki kraški planoti. Reka Korana seka Kordun in teče od izvira na začetku Plitviških jezer do sotočja z reko Kolpo.
V bližini porušenega gradu leži več znamenitih ruševin drugih objektov. Uro hoje v smeri Veljuna na Korani je cerkev sv. Ivana. V bližini so tudi razvaline gradu (omenjeno leta 1500) in župnijske cerkve (omenjene leta 1334, 1501) Stojmerića, čez grič na vzhodu. Na levem bregu Korane, nasproti gradu, so ostanki župnijske cerkve sv. Kuzme in Damjana v Hrapavcih (omenjeno leta 1334, 1501). Vse te starejše cerkve so Turki v svojih vpadih porušili.
Ruševine je težko najti, vendar so odprte za javnost.

## Zgodovina
V času prve omembe gradu Blagaja je bil v lasti družine Babonić, ki naj bi ga zgradila in ga poimenovala po Blagaju ob Sani, ki so ga zgradili leta 1240. Blagaj na Korani se je takrat običajno imenoval Blagaj Turanj. Leta 1266 so gospodje Peter, Matija in Kristan Babonić, sinovi hrvaškega bana Rolanda, prejeli deželo na desnem bregu Korane okoli Stojmerića v zameno za del svoje Vodičke županije ob Uni pri Kostajnici, za kar so dobili banske posesti v Žirovcu, Bojni in Stojmeriću.
Po tem ni podatkov o gradu Blagaj, niti o gradu podložnih naseljih Stojmeriću in Hrapavcih okoli Kuzme (omenjena leta 1273 kot posest Štefana in Radoslava), vse do 15. stoletja. V Blagaju je bila ustanovljena nova župnija sv. Duha, ki je preživela turške vpade vsaj do leta 1574. Blagajski gospodje so živeli največ v Ozlju, Steničnjaku, Zrinu in Ostrožcu. V 15. stoletju so živeli večinoma v gradu Brubanj pri Bojni. Ker so Turki osvojili vse to ozemlje do 15. stoletja, vključno s prvotnim rodbinskim domom Blagajem ob Sani (okoli leta 1540), so se Blagajski preselili na svoja ozemlja ob Korani; Hrapavci in Stojmerići so postali obrambno odvisni od Blagaja. Topuški opat je gospoda Jurija in Antona obsodil na izgubo posesti, vendar odločitev ni bila nikoli pravnomočna, kralj pa jima je sam potrdil posest Stojmerića. Štefan Blagajski je kupil grad Smrčković blizu izvira Gline med Klokočem in Stojmerićem. 
Rodbina Blagajskih se je nenavadno dolgo bojevala proti Turkom. Leta 1563 je deželni general zapisal, da gospod Franc Blagaj osebno straži svoj grad Turanj na Korani, leta 1572 pa je bila za njegovo posest odobrena stalna straža. Leta 1574 sta se Franjo Blagajski in Nikola Frankopanski pritožila generalu, da poslani vojaki ropajo, zato je general dal Blagaju in gradu Bosiljevo pravico, da se upirata vojakom. Leta 1576 je Kapidži-paša iz Bosanskega sandžaka z 2000 močnimi silami vdrl čez Korano in pozimi odpeljal 170 ljudi iz okolice Blagaja-Turanja in Skrada, v bojih pa sta bili obe trdnjavi porušeni. Leta 1582 je general načrtoval prezidavo Blagaja, vendar je zaradi napada Hasan paše leta 1584 grad ostal zapuščen. 
Franc grof Blagajski je že leta 1547 pobegnil na Kranjsko in dobil od Habsburžanov v zakup gospostvo in grad Kočevje (Gotschee). Verjetno je grof Franc Blagajski pozidal Kočevski grad, ki je v začetku leta 1596 do tal pogorel. Štefan grof Blagajski je grad na novo pozidal in ga leta 1619 prodal baronu Janezu Jakobu Khieslu. Zadnja lastnika Blagaja, Franc in Štefan mlajši, sta se še naprej upirala, a sta tudi onadva morala pobegniti v Kranj, od koder sta nadaljevala z bojem na otomanski fronti. Po smrti Franja Slunjskega je prišlo do prizadevanj, da bi Franc Blagajski postal hrvaški ban, na čelu z banom in kardinalom Jurijem Draškovićem, hrvaško plemstvo pa ga je leta 1574 postavilo za načelnika obrambe pokrajine južno od reke Kolpe. Umrl je leta 1583. Štefan Blagajski je služil kot kapitan v karlovški vojski, a je leta 1598 padel v bitki s Turki pri Zvečaju. V vojski je bil tudi Gregor Blagajski, Franjev sin, ki je umrl leta 1590.
Blagajski so dobili dovoljenje, da se vrnejo na svoje posesti, če jih ponovno zavzamejo, in ko je bil po Karlovškem miru leta 1699 grad popravljen za vojaške namene, je Eberhard Blagajski prišel s Kranjskega na Hrvaško in skrbel za te posesti v času kralja Leopolda Avstrijskega. Vendar se rodbina Blagajskih ni nikoli v celoti vrnila s Kranjske, tudi potem ko so leta 1619 prodali svoje kočevske posesti in kupili grad Boštanj (Weissenstein) pri Grosupljem (ki so ga imeli do konca 19. stoletja, ko je moški rod izumrl).
Do leta 1700 je bil kvadratni stolp v središču gradu visok le še za polovico.  V ruševinah Blagaja so bili do leta 1865 nameščeni vojaki, potem pa je propadel.